# Yukarıkaraaşık, Yenice
Yukarıkaraaşık là một xã thuộc huyện Yenice, tỉnh Çanakkale, Thổ Nhĩ Kỳ. Dân số thời điểm năm 2011 là 110 người.